# ياسين غضبان

ياسين محمد نجيب غضبان (1936 - 2014) كان أستاذًا جامعيًّا ومؤلّفًا في التاريخ وعلم الاجتماع.

## النشأة والتعليم
ولد في عام 1936 وهو من مدينة التل شمال دمشق في سوريا،
نشأ وترعرع في سوريا وتعلم بها حتى درجة الإجازة في الآداب (قسم التاريخ) من جامعة دمشق سنة 1964، حصل على شهادة الماجستير التمهيدي من جامعة عين شمس في مصر بالدراسات الإسلامية عام 1966، وبعدها أكمل شهادة الماجستير في التاريخ والسيرة النبوية من جامعة السند في حيدر أباد عام 1986، وحصل على شهادة الدكتوراة في الفكر والتاريخ الإسلامي من جامعة البنجاب في مدينة لاهور بباكستان عام 1990.

## حياته
درّس في سوريا مادتي التاريخ والمواد الاجتماعة مابين 1967-1973 في ثلاث مدارس، هي:
- مدرسة عفرين – عفرين – حلب
- الثانوية الشرعية – دمشق
- ثانوية التل – التل – دمشق

ومن ثمّ عمل في دولة الإمارات العربية المتحدة مدرساَ لمادتي التاريخ والدراسات الاجتماعية وإداريًّا في الفترة ما بين 1973 – 1980 في المدارس التالية:
- مدرسة معاوية الإعدادية – العين – الإمارات
- ثانوية زايد الأول – العين – الإمارات
- المعهد الإسلامي – العين – الإمارات

انتقل للعمل في جامعة الإمارات العربية المتحدة في الإدارة والتدريس في الفترة ما بين 1980-1990، ومن ثمّ عمل أكاديمياً في كلية الدراسات الإسلامية والعربية حتى 1994.
عمل سكرتيراً للتحرير في مجلة الإصلاح في دبي في دولة الإمارات العربية من 1994-1990. ساهم في تأسيس جامعة الإيمان بمدينة صنعاء في الجمهورية اليمنية عام 1994 وحتى عام 1999 وعمل مدرسا بها للعديد من المواد، وكذلك في المعهد العالمي للتوجيه والإرشاد حتى عام 1999.
انتقل للعمل الإسلامي في أوربا وألمانيا وإسبانيا وفرنسا والولايات المتحدة. حيث عمل في إسبانيا إماماً في مركز الإسلامي بكاستليون في إسبانيا. حضر الكثير من المؤتمرات العالمية في مختلف البلدان.
وكان عضوًا في عددٍ من المنظمات الإسلامية العالمية، منها: الاتحاد العالمي لعلماء المسلمين و مجمع فقهاء الشريعة بأمريكا، ورابطة الأدب الإسلامي العالمية، كما كان عضو هيئة شورى في رابطة العلماء السوريين، وعضو مجلس شورى في جماعة الإخوان المسلمين السوريين.

## الكتب والمؤلفات
له العديد من المؤلفات في مختلف فنون الفكر والتاريخ الإسلامي:
درسات قرآنية:
- صفة كتاب الله في كتاب الله
- محمد رسول الله في كتاب الله
- ياأيها الذين آمنوا

الفكر الإسلامي الحركي:
- الخطاب الإسلامي – الواقع وآفاق المستقبل
- المجتمع العربي - الأصول والواقع
- كنتم خير أمة أخرجت للناس
- الدعوة في العشير الأقربين
- حاضر العالم الإسلامي
- مدخل لدراسة الإسلام والمذاهب المعاصرة

سيرة نبوية:
- مدينه يثرب قبل الإسلام
- السيرة والتاريخ
- نساء في حياة الأنبياء
- نساء في حياة خاتم الأنبياء
- مئة من عباد الله الصالحين

عاش في المنفى لأكثر من 35 سنة ومنذ بداية الثورة السورية عام 2011 وحتى وفاته في 21 سبتمبر/أيلول 2014؛ كان له مشاركة في دعمها وحضر العديد من اللقاءات والمؤتمرات خلال الثورة.